# سید رضا حسینی‌نسب
سید رضا حسینی نسب (زاده۱۰ بهمن ۱۳۳۷)، فقیه، فیلسوف، شاعر، و نویسنده علوم شیعه مقیم کشور کانادا است.
. وی مدیریت و امامت مرکز اسلامی هامبورگ سیتی را تا سال ۱۳۸۲ بر عهده داشت.

## تولد
سید رضا حسینی نسب، در سال ۱۳۳۷ شمسی در شهرستان مهریز در استان یزد متولد شد. تحصیلات عمومی را در مدارس آن شهرستان گذراند و به منظور تحصیل علوم دینی، عازم شهرستان یزد گردید.

## تحصیلات دینی
وی پس از آموزش مقدّمات علوم اسلامی در حوزه علمیه یزد، در سال ۱۳۵۵ به منظور تکمیل تحصیلات عالیه اسلامی به شهر قم مهاجرت کرد. او دانش‌های فقه، اصول فقه، فلسفه، منطق، اقتصاد اسلامی، علم کلام، علم رجال، علم هیئت و نجوم و ادبیات را از استادانی چون محمد تقی بهجت، فاضل لنکرانی، میرزا جواد تبریزی و علامه حسن‌زاده آملی، فرا گرفت.

## تدریس در حوزه علمیه قم
حسینی نسب به مدّت بیش از ده سال در حوزه علمیه قم، به تدریس عالی‌ترین سطوح درسی حوزوی مانند تدریس کفایة الاصول، رسائل شیخ اعظم انصاری، شرح اشارات و تنبیهات ابن سینا و خواجه نصیر الدین طوسی، و دیگر کتب درسی اشتغال ورزید و شورای عالی مدیریت آن حوزه مقدّسه ایشان را به عنوان «استاد معظم حوزه علمیه قم» معرفی نمود.

## تحصیل و تدریس در کشورهای دیگر
آقای حسینی نسب علاوه بر تحصیل، تدریس، تحقیق و تألیف درحوزه علمیه، دانش برنامه‌نویسی کامپیوتر و زبان‌های آلمانی و انگلیسی و فرانسه را در مراکز علمی آلمان و کانادا مانند دانشگاه تورنتو و کالج «سنتنیال» آموخت. وی به مدّت دو سال در آکادمی اسلامی آلمان تدریس کرد و به مدّت سه سال نیزبه عنوان محقّق در دانشگاه تورنتو کانادا، به پژوهش بر روی پروژه‌های علمی خود، همّت گماشت. با مهاجرت به برخی از کشورهای غربی، علاوه بر سخنرانی در مجامع علمی و دینی، و مدیریّت مراکز بزرگ اسلامی مانند مرکز اسلامی هامبورگ، به بنیانگذاری سازمان‌های فرهنگی و مذهبی در کشورهای مختلف اروپایی و آمریکایی، اهتمام ورزید.

## تدریس
حسینی نسب بیش از پانزده سال به تدریس علوم اسلامی از قبیل فقه، اصول، فلسفه، علم هیئت و علم کلام در حوزه علمیه قم پرداخت. همچنین به مدت چهار سال در مرکز اسلامی هامبورگ و دو سال در آکادمی اسلامی آلمان، در شهر هامبورگ تدریس کرد و به مدت سه سال نیز به عنوان محقّق در دانشگاه تورنتو کانادا، به پژوهش بر روی پروژه‌های علمی و دینی همت گماشت..

## دیدگاه‌ها
در حالی که برخی منابع مانند روزنامه رسمی کانادا (گلوب اند میل)، مقلدان او را در کانادا در حدود یکهزار نفر تخمین زده و پیروان او را محافظه کاران نامیده‌است، ولی پایگاه اسلامو پدیا آنلاین، وابسته به دانشگاه هاروارد، که دیدگاه‌های تجدید نظر طلبانه و اصلاحی را منعکس می‌سازد، مجموعه‌ای از «فتواهای» حسینی نسب را از وبسایت رسمی وی بازتاب داده‌است.

## برخی از فتواها
۱.
نظر شما در مورد پاک بودن یا نجس بودن کفار چیست؟
جواب:
کفار، اعمّ از کفار کتابی یا غیر کتابی، ذاتاً پاک هستند؛ مگر اینکه نجاست عرضی بواسطه آلودگی آنان به اشیاء نجس مانند مشروبات الکلی، خون و غیره به اثبات برسد.
۲.
آیا تراشیدن ریش حرام است؟
جواب:
تراشیدن ریش حرام نیست.
۳. در مورد بلوغ دختران:اگر دختری پس از اینکه نه سال او کامل شد تا سنّ سیزده سالگی حیض ببیند، به سنّ تکلیف رسیده‌است و باید عبادات الهی را انجام دهد؛ اما اگر در این مدت زمان حیض نبیند، پس از کامل شدن سنّ سیزده سالگی، مکلّف می‌باشد و باید اعمال عبادی را به جا آورد.

## تالیفات
از حسینی نسب کتاب‌هایی به زبان‌های مختلف در زمینه‌های گوناگون چاپ شده‌است و در وبسایت رسمی ایشان (hoseini.org)و سایت کتابناک (ketabnak.com)، به صورت آنلاین قابل دسترسی می‌باشد.
| - رساله توضیح المسائل - شیعه پاسخ می‌دهد - پارسایان - خودشناسی و خود سازی - دروس فلسفه - دروس فی علم الرجال - دروس فی القواعد الفقهیة - دراسة الهیأة لمعرفة الوقت و القبلة - کشور داری - مجموعه مقالات علمی | - حرکت جوهری و نظریه نسبیت - الاحکام الفقهیة - الشیعة تجیب - اصول دین - الموجز فی اصول الدین - انسان‌شناسی - نگاهی به تورات و انجیل - نظرة إلی التوراة و الإنجیل - آیین شاهدان یهوه - سروده‌های منتخب | - دروس فی علم الأخلاق - تفسیر سوره حمد - السجود علی التربة - رابطه دین و سیاست در غرب - پیامبر نامه - سجده بر تربت - شهود یهوه فی المیزان - گنجینه‌های ویران - پرسش‌هایی پیرامون حقوق زن در اسلام - منظومة القواعد الفقهیة | - الشباب - المدیریة فی الإسلام - The Shia Responds - A glance at Torah & Bible - Menschwerdung - أسئلة حول حقوق المرأة فی الإسلام - امام حسین (ع) از مدینه تا کربلا - اسلام و تئوری عصریت - دروس فی اصول الفقه |